# Iera Polis Messologhiou
Iera Polis Messologhiou (tiếng Hy Lạp: ?) là một khu tự quản ở vùng Tây Hy Lạp, Hy Lạp. Khu tự quản Iera Polis Messologhiou có diện tích 680 kilômét vuông, dân số theo điều tra ngày 18 tháng 3 năm 2001 là 35805 người.